# A Work in Progress (книга)
A Work in Progress (в превод:В процес на работа) е книга, написана от Конър Франта и издадена през април 2015 г.
Книгата се остава 14 седмици в списъка на бестселърите на „Ню Йорк Таймс“.